# Bokal

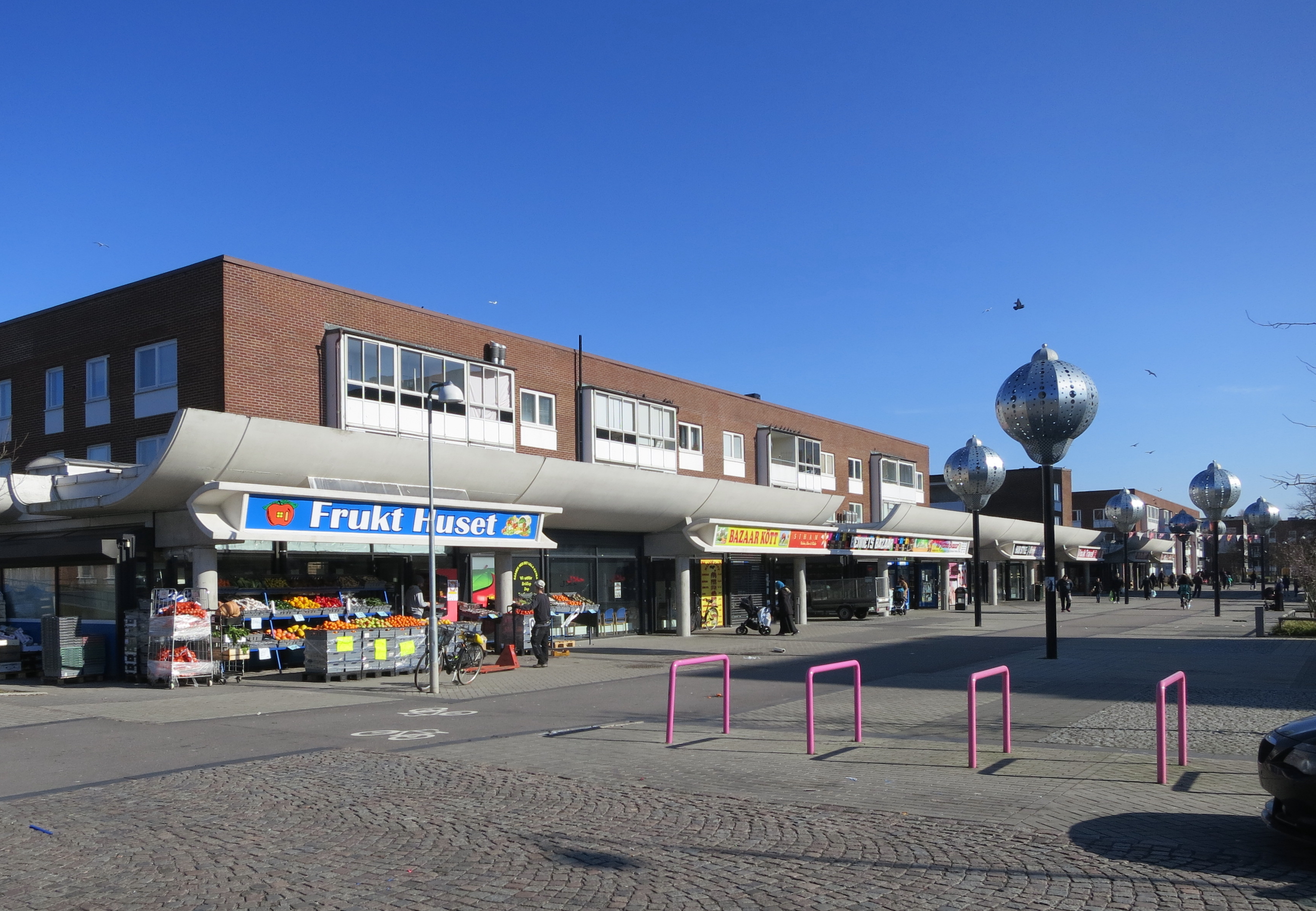
Bokaler på Bennets väg i Rosengård

En bokal är en boendeform som kombinerar bostad och lokal. Bokaler var relativt vanliga i Sverige förr, men finns fortfarande både i Sverige och utomlands. Boendeformen vänder sig främst till småföretagare. I Malmö har MKB byggt bokaler i området Östervärn (invigda 2009) och på Bennets väg i Rosengård (kallad Bennets bazaar, invigda 2010). 